# Amon Dörries
Amon Levi Dörries (* 3. Januar 2006) ist ein deutscher Basketballspieler.

## Laufbahn
Dörries betrieb beim SC Potsdam Leichtathletik, das Basketballspiel erlernte er ab 2013 beim USV Potsdam. 2018 wechselte er nach Berlin, wurde fortan im Nachwuchs von Alba Berlin sowie am Schul- und Leistungssportzentrum gefördert.
Er gehörte zur Berliner Mannschaft, die 2023 deutscher Jugendmeister in der Altersklasse U19 wurde. Dörries wurde ein Zweitspielrecht für Einsätze beim SSV Lokomotive Bernau ausgestellt, für den Verein stand er erstmals Ende September 2023 in der 2. Bundesliga ProB auf dem Feld. In der Basketball-Bundesliga gab er im April 2024 seinen Einstand für Alba Berlin.
2025 verließ er Deutschland, um an die US-Hochschue Bucknell University zu wechseln.

## Nationalmannschaft
Im Sommer 2024 gewann Dörries mit der deutschen U18-Nationalmannschaft die Europameisterschaft im finnischen Tampere. Bei der U19-Weltmeisterschaft 2025 gewann er mit Deutschland die Silbermedaille.